# Società Anonima Industrie Meccaniche Aeronautiche Navali
La Società Anonima Industrie Meccaniche Aeronautiche Navali, meglio conosciuta con la sigla S.A.I.M.A.N., fu un'azienda italiana con sede a Roma e stabilimenti all'idroscalo Lido di Roma, Ostia, principalmente nota per la sua attività nel settore aeronautico, per un periodo della sua storia società controllata dalla Caproni.
Fondata nel 1929, altre fonti dicono 1934, iniziò ad occuparsi di manutenzione di mezzi navali e aerei, acquisendo in quest'ultimo settore esperienza tale da istituire un proprio ufficio tecnico ed avviare una serie di progetti di aerei venduti con il marchio Saiman e realizzati per il mercato civile e militare.
Nell'arco della sua attività avviò alla produzione solamente velivoli leggeri monomotori, il biplano Saiman 200 e i monoplani Saiman 202 e 204, che trovarono impiego come aerei da addestramento, nella formazione di primo livello e avanzata nelle scuole di volo civili della Reale Unione Nazionale Aeronautica (RUNA) e della Regia Aeronautica, e nel mercato dell'aviazione generale come aerei da turismo.